# Naum Grubert
Naum Grubert (* 25. Februar 1951 in Riga, Lettische Sozialistische Sowjetrepublik) ist ein lettischer Pianist und Musikpädagoge.

## Leben
Grubert studierte am Gnessin-Institut Moskau bei Teodor Gutman. Er gewann 1977 den Zweiten Preis beim Internationalen Klavierwettbewerb in Montreal und belegte im Folgejahr den sechsten Platz beim Tschaikowski-Wettbewerb. Er unternahm Tourneen durch die Sowjetunion und europäische Staaten, bevor er in die Niederlande auswanderte. Dort wirkte er als Professor für Klavier am Conservatorium van Amsterdam und unterrichtete am Koninklijk Conservatorium Den Haag. Zu seinen Schülern zählen Dimitri Malignan, Anna Nebaba, Hanna Shybayeva und Vasilis Rakitzis. 
Er gab Konzerte mit namhaften europäischen Orchestern wie dem London Symphony Orchestra, dem BBC Symphony Orchestra, dem Concertgebouw-Orchester, dem WDR Sinfonieorchester, dem Tonkünstler-Orchester Niederösterreich in Wien und dem Orchestre de la Suisse Romande und unter der Leitung von Dirigenten wie Paavo Berglund, Sergiu Commissiona, Jean Fournet, Horst Stein, Christopher Seaman, Vernon Handly, Matthias Bamert, Ernest Bour, Ed Spanjaard, Vassily Sinaisky, Thomas Sanderling, Waleri Gergijew, Claus Peter Flor, Aldo Ceccato, Jewgeni Swetlanow und Stanisław Skrowaczewski auf. Auf CD nahm er u. a. Klavierwerke von Franz Schubert, Franz Liszt, Robert Schumann, Frédéric Chopin, César Franck, Alexander Skrjabin und Modest Mussorgski auf.
Gruberts Bruder ist der Geiger Ilja Grubert.